# Michel Davier

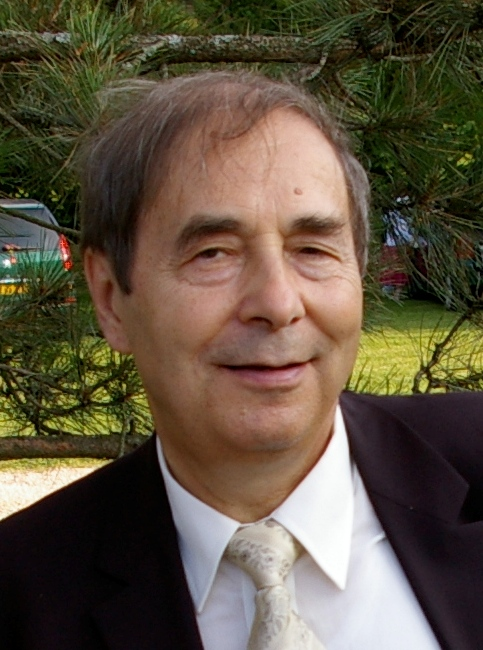
Michel Davier, 2007

Michel Davier (* 6. März 1942) ist ein französischer Experimentalphysiker.
Davier studierte an der ENS in Lyon. Von 1975 bis zu seiner Emeritierung 2010 war er Professor an der Universität Paris-Süd (Univ. Paris XI) in Orsay. Er war dort 1985 bis 1994 Direktor des Linearbeschleunigers LAL.
1994 erhielt Davier den Gentner-Kastler-Preis. 1996 wurde er Mitglied der Académie des sciences, deren korrespondierendes Mitglied er bereits seit 1994 war. 2011 wurde ihm der Prix André Lagarrigue der Französischen Physikalischen Gesellschaft verliehen und 2017 wurde er im Grade eines Chevalier in die Ehrenlegion aufgenommen.

## Schriften
- LHC. Enquête sur le boson de Higgs (= Le Collège de la Cité. 37). Le Pommier, Paris 2008, ISBN 978-2-7465-0398-4.